# Nova Mareanivka, Radomîșl
Nova Mareanivka (în ucraineană Нова Мар`янівка) este un sat în comuna Huta-Potiivka din raionul Radomîșl, regiunea Jîtomîr, Ucraina.

## Demografie
Componența lingvistică a localității Nova Mareanivka
     Ucraineană (97,22%)
     Rusă (2,78%)
Conform recensământului din 2001, majoritatea populației localității Nova Mareanivka era vorbitoare de ucraineană (97,22%), existând în minoritate și vorbitori de rusă (2,78%).